# Notoreas omichlias
Notoreas omichlias là một loài bướm đêm trong họ Geometridae.